# Freiheitsinstitut (Georgien)
Das Freiheitsinstitut (georgisch თავისუფლების ინსტიტუტი, Tavisuplebis Instituti) ist eine gemeinnützige und überparteiliche Stiftung in Georgien, die sich für eine freiheitliche Zivilgesellschaft einsetzt. Ihr Sitz ist Tiflis. Neben der Studentenorganisation Kmara! war sie einer der Träger der Rosenrevolution in Georgien 2003.

## Ziele
Das Institut versucht, mit staatsbürgerlichen Kampagnen, Debatten, Umfragen und Bildungsmaßnahmen Bürgerrechte, öffentliche Verantwortlichkeit, den Rechtsstaat, Transparenz und eine freie Marktwirtschaft im öffentlichen Leben, der Politik, der Gesetzgebung und den öffentlichen Einrichtungen Georgiens zu befördern. Es hat sich zum Ziel gesetzt, die individuelle Freiheit, einschließlich des Rechts auf Versammlungs-, Vereinigungs, Presse-, Religions-, Rede- und Petitionsfreiheit, des Rechts auf Privatsphäre, auf ein ordentliches Gerichtsverfahren, gleichen Rechtsschutz, Informationsfreiheit, verantwortungsbewusste Regierungsführung für jedermann mit legalen und angemessenen Mitteln zu erhalten und zu befördern.

## Personalpool für Regierung Saakaschwili
Nach der Rosenrevolution 2003 wurde die Mehrzahl der Institutsgründer als Abgeordnete in das georgische Parlament gewählt. Der Koordinator für Menschenrechts-Programme Giga Bokeria wurde stellvertretender Vorsitzender des parlamentarischen Rechtsausschusses, Mitglied des parlamentarischen Verteidigungs- und Sicherheitsausschusses und einer der Wortführer der Präsidentenpartei Nationale Bewegung - Demokraten. Er initiierte verschiedene Gesetze zur Stärkung der Bürgerrechte in Georgien.
Der journalistische Koordinator Giwi Targamadse wurde Vorsitzender des parlamentarischen Verteidigungs- und Sicherheitsausschusses. Zusammen mit anderen Mitgliedern des Freiheitsinstituts und der Studentengruppe Kmara! beriet er die kirgisische Opposition während der Tulpenrevolution. Dawit Surabischwili trat 2005 aus der Nationalen Bewegung – Demokraten aus und führt inzwischen die Oppositionsfraktion Demokratische Front. 2004 wurde das Mitglied des Freiheitsinstitut Sosar Subari vom Parlament zum Ombudsman gewählt, der die Einhaltung der Bürgerrechte im Land kontrollieren soll. Das frühere Freiheitsinstituts-Mitglied Giorgi Ugulawa wurde Bürgermeister von Tiflis, das frühere Mitglied Surab Tschiaberaschwili wurde georgischer Botschafter beim Europarat. 2005 wurde das Mitglied Tamara Kinzuraschwili vom Kuratorium des Öffentlichen Rundfunks Georgiens zum ersten Generaldirektor gewählt.
Von den Gründern verblieb lediglich Lewan Ramischwili beim Freiheitsinstitut. Er setzt die Arbeit mit jungen Bürgerrechtsaktivisten fort, die zuvor in der Studentenorganisation Kmara! tätig waren.

## Geschichte
Als das Freiheitsinstitut 1996 gegründet wurde, gab es nur wenige Bürgerrechtsorganisationen in Georgien. Auslöser der Gründungsaktivitäten war die Bedrohung des privaten Fernsehsenders Rustawi 2 durch die Regierung. Das Kommunikationsministerium hatte ihm einen Monat zuvor die Sendelizenz entzogen. Die Gründer sahen das als eklatante Verletzung der Pressefreiheit an.
Die Stiftung veröffentlicht inzwischen jährlich einen Bericht zur Lage der Menschenrechte in Georgien und veröffentlicht das Monatsmagazin Freiheit. Es unterhält neben dem Hauptbüro in Tiflis fünf Regionalbüros in Georgien. Dort werden jährlich mehrere tausend Menschen in Rechtsfragen beraten.

## Parlamentarische Lobbyarbeit
Durch Initiative des Freiheitsinstituts wurden im georgischen Parlament insgesamt elf Gesetze novelliert oder neu eingeführt. 1999 verabschiedete das Parlament ein Verwaltungsgesetzbuch, dessen Kapitel über die Informationsfreiheit vom Freiheitsinstitut vorbereitet worden war. Es regelt den öffentlichen Zugang zu Verwaltungs- und Regierungsinformationen. 2003 wurden auf Vorschlag des Instituts Georgiens Verfassung geändert und das Geschworenensystem im Gerichtswesen eingeführt. Außerdem wurde ein Gesetz über die Konfiszierung illegal erworbenen Eigentums geschaffen.
Nach der Rosenrevolution entstanden 2004 und 2005 unter Beteiligung des Instituts neue Bildungs- und Hochschulgesetze, die akademische Freiheit und Studentenrechte garantierten. Das Gesetz über die Redefreiheit wurde novelliert und ein Rundfunkgesetz verabschiedet, das dem staatliche TV und Radio eine öffentlich-rechtliche Struktur nach westeuropäischem Vorbild gab. Gegenwärtig propagiert das Institut eine Novellierung der georgischen Strafprozessordnung.
Die Regierung Präsident Micheil Saakaschwilis hat verschiedene Konzepte des Instituts übernommen. Dazu zählen die Strategie gegen Korruption und das Konzept zur Bildungsreform.

## Öffentliche Kampagnen

### Korruption
Neben Menschenrechtsfragen hat das Institut seine Tätigkeit auf verschiedene neue Felder ausgedehnt. Es unterstützt die Verbreitung investigativen Journalismus in Georgien. Zwischen 1998 und 2000 führte es eigene Recherchen, die zur Entlassung der Minister für Kommunikation, für Landwirtschaft und für Energiewesen führten. Im Rahmen seiner Aktivitäten gegen Korruption enthüllte es kriminelle Aktivitäten eines Abgeordneten und eines Gouverneurs, Tabak-, Benzin- und Alkoholschmuggel von Mitarbeitern des Innen- und Sicherheitsministeriums sowie illegale Geschäfte von Mitgliedern der Familie des früheren Präsidenten Eduard Schewardnadse.
Seit 2001 wandte sich das Institut gemeinsam mit Studentenorganisationen gegen Korruption an der Staatlichen Universität Tiflis. Es wurde dazu eine Umfrage durchgeführt, Namen korrupter Mitarbeiter und Dozenten öffentlich benannt. Es wurden der Missbrauch von Universitätsmitteln und verschiedene andere finanzielle Missbräuche offengelegt. Die dabei gefundenen Unterlagen wurden der Staatsanwaltschaft und dem Rat gegen Korruption zur Verfügung gestellt.

### Religiöse Gewalt
1999 wandte sich das Institut als eine der ersten Organisationen in Georgien gegen religiös motivierte Gewalt. Es protestierte gegen Ausschreitungen aus den Reihen der Georgischen Orthodoxen Apostelkirche gegen religiöse Minderheiten und die Beschlagnahme nicht-orthodoxer Literatur durch den Staat. In zwei Fällen klagte das Institut wegen der Verletzung der Religionsfreiheit vor dem Verfassungsgerichtshof.

### Übergriffe von Strafverfolgungsbehörden
Eines der Hauptziele des Instituts besteht im Schutz vor illegalen Verhaftungen, Folter in der Untersuchungshaft sowie weiterer Menschenrechtsverletzungen durch die Strafverfolgungsbehörden. 1998 legte das Institut ein Sonderprojekt zur Beobachtung von Polizeirazzien auf. Es wurden dabei illegale Übergriffe und Fälle von Folter aufgedeckt. 2000 wurde auf Initiative des Freiheitsinstituts beim Justizministerium ein öffentlicher Beirat geschaffen, der die Einhaltung von Bürgerrechten in den georgischen Haftanstalten kontrollierte. Gemeinsam mit dem vom Parlament eingesetzten Ombudsman wurden 2004 öffentliche Beiräte geschaffen, die das Recht haben, jederzeit ohne Auflagen Untersuchungshaftanstalten und Polizeiwachen zu besuchen.

### Unterstützung von Jugendorganisationen
Das Institut unterstützte die Entwicklung von Jugendbewegungen wie selbstverwaltete Studentenkörperschaften an den Universitäten und das Entstehen eines Jugendnetzwerks für Bürgerrechte. 2003 entstand mit Hilfe des Instituts die Jugendorganisation Kmara! Otpor!-Aktivisten lehrten in den Institutsräumen rund 800 georgische Studenten die Organisation eines gewaltfreien politischen Wechsels. Gegenwärtig führt das Institut in der georgischen Provinz eine Reihe von Jugenddebatten zur Propagierung von Menschenrechten und einer gegen die Korruption gerichteten Moral durch.

### Medien
2003 setzte das Institut die ersten professionellen Standards für Massenmedien in Georgien auf. Der Kodex wurde von allen wichtigen Print- und elektronischen Medien in Georgien angenommen.

## Angriffe gegen das Institut
Das Freiheitsinstitut wurde immer wieder zum Ziel von Angriffen. Am 10. Juli 2002 wurde das Tiflisser Büro von einer 15-köpfigen Schlägergruppe verwüstet. Sie verprügelte verschiedene Mitarbeiter mit Knüppeln und Eisenstangen, darunter Lewan Ramischwili, Sosar Subari, Dawit Surabischwili, Giga Phrangischwili und Dali Zkitischwili. Zeugen des Vorfalls waren wissenschaftliche Mitarbeiter des Europarats, die gerade im Büro anwesend waren. Obgleich der Überfall große öffentliche Aufmerksamkeit erfuhr, wurde er bis heute nicht untersucht.
Am 28. September 2006 wurden der politische Analyst Irakli Kakabdse und drei führende Mitarbeiter des Freiheitsinstituts festgenommen, weil sie angeblich Protestparolen an eine Fassade der Präsidialverwaltung in Tiflis gesprüht haben sollen. Bürgerrechtsorganisationen forderten ihre sofortige Freilassung.